# Cheilosia lithophila
Cheilosia lithophila är en tvåvingeart som beskrevs av Barkalov 1985. Cheilosia lithophila ingår i släktet örtblomflugor, och familjen blomflugor. Inga underarter finns listade i Catalogue of Life.